# Ricardo Bordallo
Ricardo Jerome Bordallo (Hagåtña, 11 dicembre 1927 – Hagåtña, 31 gennaio 1990) è stato un politico statunitense, per due mandati governatore di Guam (1975-1979 e 1983-1987).
In precedenza era stato, dal 1957 al 1971, senatore al parlamento di Guam. Fu a capo del Partito Democratico di Guam per due volte, dal 1961 (anno di nascita del partito) al 1963 e dal 1971 al 1973.

## Carriera
Bordallo aveva corso per la poltrona di governatore già nel 1970, alle prime elezioni per la carica, ma aveva perso contro il candidato repubblicano. Vinse le elezioni successive (1974) per 600 voti, fallendo tuttavia la rielezione nel 1978. Fu invece vincitore nel 1982, fallendo nuovamente la rielezione nel 1986.
L'anno successivo fu condannato per corruzione e altri reati, ma otto capi di imputazione su 10 caddero: rimasero in piedi le accuse di intralcio alla giustizia e corruzione di testimone, per le quali fu condannato in via definitiva il 13 dicembre 1989.
Bordallo fece appello alla corte suprema degli Stati Uniti, senza successo. Il 1º febbraio 1990 avrebbe dovuto essere trasferito in un carcere californiano per scontare la condanna a 4 anni di reclusione.
Poche ore prime, tuttavia, Bordallo - avvolto nella bandiera di Guam - si arrampicò sulla statua di Kepuha ad Hagåtña suicidandosi con un colpo di pistola alla testa.
Era sposato con Madeleine Bordallo, futura vicegovernatrice di Guam (1995-2003) e rappresentante dell'isola alla Camera dei rappresentanti degli Stati Uniti (2003-2019).